# Alma García
Alma García, (Manises) es una actriz, dramaturga y directora de escena española.

## Trayectoria
Alma García nació Manises. En su infancia perteneció al grupo de teatro de Cuart de Poblet. A los 14 años comenzó a sufrir anorexia nerviosa que la llevó a sus 17 años a permanecer una estancia de algo más de un año en una clínica para superar un trastorno de conducta alimentaria.
Se diplomó en Teoría y Práctica de Arte Dramático en la Academia de las Artes Escénicas TOTART, en Valencia. Continuó su formación como actriz en la escuela de interpretación Work in Progress, de Darío Focal, en Madrid y en Timbre 4 con Claudio Tolcachir. Es licenciada en Filología Hispánica por la Universidad de Valencia, y tiene un doctorado en Teatro y Artes Escénicas por la Universidad Complutense de Madrid, cuya tesis trató sobre la propaganda y el teatro escrito por mujeres durante la Segunda República española.
En 2020 se estrenó su primera dramaturgia, Bien está que fuera tu tierra, Galdós, que escribió como trabajo de máster encargado por uno de sus profesores, José Gómez Friha, de la compañía Venecia Teatro que debía crear una dramaturgia para la Biblioteca Nacional de España.
En 2022 actuó junto a Leticia Pascual y Miguel García, en La Brisca una obra de 20 minutos que se presentó en el V Festival Teatro Breve de Madrid.  Ese mismos año realizó una estancia de investigación con el grupo de Literatura contemporánea: estudios teóricos y comparativos (LiCETC) de la Universidad de las Islas Baleares, y también, colaboró con el proyecto de creación teatral La lucha contra el estigma en la salud mental a través del arte, de la que resultó la obra O retablo dos monstros, en la que trabajó con actores con diagnóstico mental grave del Hospital de Día de Salud Mental del Hospital de Inca y de la asociación La Nostra Veu; y que, se presentó entre otros lugares, en la Fundación Pilar y Joan Miró, en Mallorca. Además, escribió y dirigió junto a Javier Collado, la obra Non confeso que presentó en el XI Encontro Artes pola Integración que se realiza en La Coruña y que busca romper las barreras entre artistas y personas con y sin diversidad funcional.
Contra Ana, que se estrenó en 2023, es su cuarta obra de dramaturgia. Es una autoficción que retrata la anorexia y la complejidad de los trastornos de la conducta alimentaria (TCA) desde su experiencia real, dirigida por Paco Montes, con actuaciones de la propia García junto a Carmen Climent, Jone Laspiur y León Molina. La obra, fue reconocida en 2024 con en el premio D’Ensayo, y en la Feria de Teatro de Palma del Río. Además, estuvo nominada a los premios Max en 2025.
En cine ha protagonizado el cortometraje Una mirada de Alberto Baldini, y ha sido parte del reparto de los cortometrajes Doopler y Algo de malicia.  Ha colaborado en revistas como ADE-Teatro o la revista del Teatro Español, ha sido invitada como ponente en eventos de dramaturgia y artes escénicas, con intervenciones como Contra el dolor: cómo transcender los abismos a partir del teatro. 

## Reconocimientos
Su obra Contra Ana obtuvo en 2024 el premio D’Ensayo en el Festival de Teatro y Ciencia D’Ensayo de Zaragoza,  y recibió la Mención especial del jurado de la Feria de Teatro de Palma del Río. Recibió el premio Max en 2025 a Mejor espectáculo revelación.